# Veias digitais palmares
As veias digitais palmares são veias da mão.